# Olympische Jugend-Winterspiele 2016/Skilanglauf
Bei den Olympischen Jugend-Winterspielen 2016 in Lillehammer fanden vom 13. bis 20. Februar 2016 insgesamt sieben Wettbewerbe im Skilanglauf statt. Die Mixed-Staffel aus Skilanglauf und Biathlon wurde durch einen disziplinenübergreifenden Teamwettkampf aus Skilanglauf, Skisprung und nordischer Kombination ersetzt. Zudem wurde das Programm um einen Cross Langlaufwettbewerb erweitert.

## Bilanz

### Medaillenspiegel
| Platz  | Land                | Gold | Silber | Bronze | Gesamt |
| ------ | ------------------- | ---- | ------ | ------ | ------ |
| 1      | Südkorea            | 2    | 1      | –      | 3      |
| 1      | Schweden            | 2    | 1      | –      | 3      |
| 3      | Russland            | 2    | 1      | 1      | 2      |
| 4      | Norwegen            | 1    | 3      | 2      | 5      |
| 5      | Volksrepublik China | –    | 1      | –      | 1      |
| 6      | Finnland            | –    | –      | 2      | 2      |
| 7      | Frankreich          | –    | –      | 1      | 1      |
| 7      | Deutschland         | –    | –      | 1      | 1      |
| Gesamt | Gesamt              | 7    | 7      | 7      | 21     |

### Medaillengewinner
| Disziplin          | Gold                                                                             | Silber                                                                                         | Bronze                                                                           |
| ------------------ | -------------------------------------------------------------------------------- | ---------------------------------------------------------------------------------------------- | -------------------------------------------------------------------------------- |
| Männer             |                                                                                  |                                                                                                |                                                                                  |
| Cross              | Kim Magnus                                                                       | Thomas Helland Larsen                                                                          | Lauri Mannila                                                                    |
| Sprint Klassisch   | Thomas Helland Larsen                                                            | Kim Magnus                                                                                     | Vebjørn Hegdal                                                                   |
| 10 km Freistil     | Kim Magnus                                                                       | Vebjørn Hegdal                                                                                 | Igor Fedotow                                                                     |
| Frauen             |                                                                                  |                                                                                                |                                                                                  |
| Cross              | Moa Lundgren                                                                     | Johanna Hagström                                                                               | Laura Chamiot Maitral                                                            |
| Sprint Freier Stil | Johanna Hagström                                                                 | Julija Petrowa                                                                                 | Martine Engebretsen                                                              |
| 5 km Freistil      | Maija Jakunina                                                                   | Chi Chunxue                                                                                    | Rebecca Immonen                                                                  |
| Mixed              |                                                                                  |                                                                                                |                                                                                  |
| Mixed Team Nordic  | RusslandSofja Tichonowa Witali Iwanow Maxim Sergejew Maija Jakunina Igor Fedotow | NorwegenAnna Odine Strøm Einar Lurås Oftebro Marius Lindvik Martine Engebretsen Vebjørn Hegdal | DeutschlandAgnes Reisch Tim Kopp Jonathan Siegel Anna-Maria Dietze Philipp Unger |

## Männer

### Cross
| Platz | Land | Sportlerin            |
| ----- | ---- | --------------------- |
| 1     | KOR  | Kim Magnus            |
| 2     | NOR  | Thomas Helland Larsen |
| 3     | FIN  | Lauri Mannila         |
| 4     | SWE  | Adam Persson          |
| 5     | ITA  | Luca Del Fabbro       |
| 6     | FRA  | Camille Laude         |

Datum: 13. Februar
Weitere Teilnehmer aus deutschsprachigen Ländern:

 Florian Schwentner: 9. Platz

 Arnaud Guex: 11. Platz

 Chris Ole Sauerbrey: 14. Platz

 Philipp Unger: 17. Platz

 Maurus Lozza: 18. Platz

### Sprint Klassisch
| Platz | Land | Sportlerin            |
| ----- | ---- | --------------------- |
| 1     | NOR  | Thomas Helland Larsen |
| 2     | KOR  | Kim Magnus            |
| 3     | NOR  | Vebjørn Hegdal        |
| 4     | FRA  | Camille Laude         |
| 5     | FIN  | Lauri Mannila         |
| 6     | SWE  | Adam Persson          |

Datum: 16. Februar
Weitere Teilnehmer aus deutschsprachigen Ländern:

 Chris Ole Sauerbrey: 13. Platz

 Philipp Unger: 14. Platz

 Arnaud Guex: 19. Platz

 Florian Schwentner: 25. Platz

 Maurus Lozza: 29. Platz

### 10 km Freistil
| Platz | Land | Sportler              | Zeit        |
| ----- | ---- | --------------------- | ----------- |
| 1     | KOR  | Kim Magnus            | 23:04,8 min |
| 2     | NOR  | Vebjørn Hegdal        | 23:20,8 min |
| 3     | RUS  | Igor Fedotow          | 23:59,2 min |
| 4     | NOR  | Thomas Helland Larsen | 24:03,6 min |
| 5     | UKR  | Andrij Orlyk          | 24:13,4 min |
| 6     | RUS  | Jaroslaw Rybotschkin  | 24:17,1 min |

Datum: 18. Februar

Weitere Teilnehmer aus deutschsprachigen Ländern:

 Philipp Unger: 17. Platz

 Maurus Lozza: 18. Platz

 Florian Schwentner: 22. Platz

 Chris Ole Sauerbrey: 24. Platz

## Frauen

### Cross
| Platz | Land | Sportlerin            |
| ----- | ---- | --------------------- |
| 1     | SWE  | Moa Lundgren          |
| 2     | SWE  | Johanna Hagström      |
| 3     | FRA  | Laura Chamiot Maitral |
| 4     | GER  | Anna-Maria Dietze     |
| 5     | NOR  | Martine Engebretsen   |
| 6     | RUS  | Maija Jakunina        |

Datum: 13. Februar

Weitere Teilnehmerinnen aus deutschsprachigen Ländern:

 Désirée Steiner: 15. Platz

 Anna Juppe: 20. Platz

 Giuliana Werro: 27. Platz

 Celine Mayer: 29. Platz

### Sprint Klassisch
| Platz | Land | Sportlerin            |
| ----- | ---- | --------------------- |
| 1     | SWE  | Johanna Hagström      |
| 2     | RUS  | Julija Petrowa        |
| 3     | NOR  | Martine Engebretsen   |
| 4     | SWE  | Moa Lundgren          |
| 5     | FRA  | Laura Chamiot Maitral |
| 6     | USA  | Hannah Halvorsen      |

Datum: 16. Februar

Weitere Teilnehmerinnen aus deutschsprachigen Ländern:

 Désirée Steiner: 8. Platz

 Anna-Maria Dietze: 10. Platz

 Celine Mayer: 23. Platz

 Giuliana Werro: 27. Platz

 Anna Juppe: 28. Platz

### 5 km Freistil
| Platz | Land | Sportler              | Zeit        |
| ----- | ---- | --------------------- | ----------- |
| 1     | RUS  | Maija Jakunina        | 12:58,8 min |
| 2     | CHN  | Chi Chunxue           | 13:29,9 min |
| 3     | FIN  | Rebecca Immonen       | 13:35,9 min |
| 4     | SWE  | Johanna Hagström      | 13:39,6 min |
| 5     | FRA  | Laura Chamiot Maitral | 13:40,0 min |
| 6     | SLO  | Anja Mandeljc         | 13:40,4 min |

Datum: 18. Februar

Weitere Teilnehmerinnen aus deutschsprachigen Ländern:

 Désirée Steiner: 11. Platz

 Anna-Maria Dietze: 13. Platz

 Giuliana Werro: 20. Platz

 Celine Mayer: 23. Platz

 Anna Juppe: 26. Platz

## Mixed

### Mixed Team Nordic
| Platz | Land | Sportler                                                                               | Zeit         |
| ----- | ---- | -------------------------------------------------------------------------------------- | ------------ |
| 1     | RUS  | Sofja Tichonowa Witali Iwanow Maxim Sergejew Maija Jakunina Igor Fedotow               | 26:19,90 min |
| 2     | NOR  | Anna Odine Strøm Einar Lurås Oftebro Marius Lindvik Martine Engebretsen Vebjørn Hegdal | 26:38,00 min |
| 3     | GER  | Agnes Reisch Tim Kopp Jonathan Siegel Anna-Maria Dietze Philipp Unger                  | 26:38,40 min |
| 4     | SLO  | Ema Klinec Vid Vrhovnik Bor Pavlovčič Anja Mandeljc Luka Markun                        | 26:38,50 min |
| 5     | AUT  | Julia Huber Florian Dagn Clemens Leitner Anna Juppe Florian Schwentner                 | 27:11,80 min |
| 6     | FRA  | Romane Dieu Lilian Vaxelaire Jonathan Learoyd Juliette Ducordeau Jeremy Royer          | 27:48,10 min |

Datum: 18. Februar

Fünf Athleten bildeten ein Team: Zwei Skispringer (Junge und Mädchen), zwei Langläufer (Junge und Mädchen) und ein nordischer Kombinierer.